# سولغه (مهاباد)
قرية سولغه (بالكردية: سۆڵغە) هي إحدى القرى التابعة لـمنغور الشرقية في ريف قسم خليفان من مقاطعة مهاباد، في محافظة أذربیجان الغربیة الإيرانية.

## السكان
حسب إحصاءات سنة 2006، بلغ إجمالي السكان في سولغه 197 نسمة وعدد المساكن 24 مسكن. لغة سكان سولغه هي اللغة الكردية و هم من أهل السنة والجماعة والمذهب الشافعي.